# Mamestra mixtura
Mamestra mixtura är en fjärilsart som beskrevs av Walker 1870. Mamestra mixtura ingår i släktet Mamestra och familjen nattflyn. Inga underarter finns listade i Catalogue of Life.